# Głodowo (Miastko)
Głodowo (deutsch Gloddow) ist ein Dorf in der Stadt- und Landgemeinde Miastko (Rummelsburg) im Powiat Bytowski (Bütower Kreis) der polnischen Woiwodschaft Pommern.

## Geographische Lage
Das Dorf liegt in Hinterpommern, etwa 16 Kilometer ostnordöstlich von Miastko (Rummelsburg i. Pom.), 23 Kilometer südwestlich von Bytów (Bütow) und 3 ½ Kilometer nordöstlich des Dorfs Piaszczyna (Reinwasser).
Das Dorf ist umgeben von drei Seen, dem Bluggen-See, dem Kalenz-See und dem Biallen-See.

## Geschichte

Gloddow, ostnordöstlich von Rummelsburg und nordöstlich des Dorfs Reinwasser, auf einer Landkarte von 1915

Um 1782 gehörte das Bauerndorf Gloddow zu dem adligen Gut Wustrow, einem alten Puttkamerschen Lehen, auf dem zum damaligen Zeitpunkt
August Carl Leberecht von Puttkamer (1755–1818) saß. Laut Vasallen-Tabelle befanden sich Gloddow und Wustrow auch noch um 1804 im Besitz des nun 47 Jahre alten Landschaftsdirektors August Carl Leberecht von Puttkamer.
Um 1856 gehörte das Lehen Wustrow einem Herrn von Puttkamer auf Poberow, der es seit 1841 besaß. Um 1884 befand sich das Rittergut Wustrow mit Branntweinbrennerei im Besitz von Agathon von Puttkamer, Majoratsherr auf Schickerwitz, Kreis Öls, Provinz Schlesien. 1892 saß Wilhelm Ackermann auf dem Rittergut Gloddow mit dem Vorwerk Wustrow.
Das Gut Gloddow-Wustrow wurde 1896 in neun Rentengüter aufgeteilt. Ein kleines Restgut bewirtschaftete Wilhelm Ackermann, der es bis 1945 besaß.
Am 8. September 1905 wurde der Gutsbezirk Gloddow-Wustrow in die Landgemeinde Gloddow eingegliedert.
Am 1. Dezember 1913 wurden auf der 560,4 Hektar großen Gemarkungsfläche der Landgemeinde Gloddow 37 viehhaltende Haushaltungen gezählt, die zusammen 43 Pferde, 150 Stück Rindvieh, 78 Schafe und 304 Stück Borstenvieh sowie 85 Gänse, 69 Enten, 492 Hühner, 13 Truthühner und 15 Bienenstöcke hielten.
Anfang der 1930er Jahre hatte die Landgemeinde Gloddow eine Flächengröße von 5,6 km². Innerhalb der Gemeindegrenzen standen insgesamt 32 bewohnte Wohnhäuser an sechs verschiedenen Wohnstätten:
1. Alt Wustrow
2. Bialenkaten
3. Gloddow
4. Neu Wustrow
5. Vogelsang
6. Wustrower Mühle

Um 1935 gab es im Dorf Gloddow unter anderem einen Gasthof, ein Maurergeschäft, eine Molkerei, eine Mühle, eine Schmiede und ein Zimmereigeschäft.
Die Landgemeinde Gloddow gehörte im Jahr 1945 zum Landkreis Rummelsburg im Regierungsbezirk Köslin der preußischen Provinz Pommern des Deutschen Reichs und war dem Amtsbezirk Reinwasser zugeordnet. Das Standesamt befand sich in Reinwasser.
Gegen Ende des Zweiten Weltkriegs wurde Gloddow Anfang März 1945 von der Roten Armee besetzt.
Bald danach wurde Gloddow zusammen mit ganz Hinterpommern von der Sowjetunion der Volksrepublik Polen zur Verwaltung überlassen. In der Folgezeit wurde die einheimische Bevölkerung von der polnischen Administration aus Gloddow vertrieben. Der Ortsname Gloddow  wurde zu „Głodowo“ polonisiert.

### Demographie
| Jahr | Einwohner | Anmerkungen |
| ---- | --------- | --- |
| 1782 | –         | zum Gut Wustrow, einem alten Puttkamerschen Lehen, gehöriges Bauerndorf mit vier Bauernhöfen, einem Kossäten und unter Einschluss des Vorwerks Wustrow 14 Feuerstellen (Haushaltungen)                                                            |
| 1818 | 059       | Dorf mit zwei Waldkaten, adlige Besitzung, zum Kirchspiel Waldow gehörig |
| 1825 | 093       | Dorf, mit dem Vorwerk Wustrow, zwei Katen und einer Wassermühle |
| 1852 | 195       | Dorf |
| 1864 | 287       | am 3. Dezember, Gemeindebezirk mit 75 Einwohnern und einem Fächenihhalt von 511,49 Morgen sowie Gutsbezirk, bestehend aus dem Gut Gloddow und dem Vorwerk Wustrow, mit zusammen 212 Einwohnern und Flächeninhalten von 464,39 bzw. 1201,83 Morgen |
| 1867 | 287       | am 3. Dezember, davon 72 im Gemeindebezirk und 215 im Gutsbezirk |
| 1871 | 287       | am 1. Dezember, davon 74 im Gemeindebezirk (73 Evangelische, ein Katholik) und 213 im Gutsbezirk (212 Evangelische, ein Jude) |
| 1885 | 284       | am 1. Dezember, Gemeindebezirk mit einem Flächeninhalt und 130 Hektar und 74 Einwohnern (sämtlich Evangelische) und Gutsbezirk mit einem Flächeninhalt von 425 Hektar und 210 Einwohnern (207 Evangelische, drei Katholiken)                      |
| 1895 | 269       | am 2. Dezember, Gemeindebezirk mit einem Flächeninhalt von 131,5 Hektar und 90 Einwohnern (sämtlich Evangelische) sowie Gutsbezirk mit einem Flächeninhalt von 425,1 Hektar und 179 Einwohnern (sämtlich Evangelische)                            |
| 1910 | 244       | am 1. Dezember, Dorf |
| 1925 | 250       | darunter 246 Evangelische und zwei Katholiken |
| 1933 | 243       | [ 18 ] |
| 1939 | 216       | [ 18 ] |

## Kirche

### Kirchspiel bis 1945
Die vor 1945 in Gloddow anwesenden Dorfbewohner waren größtenteils evangelischer Konfession. Die evangelischen Einwohner gehörten zum evangelischen Kirchspiel Waldow im Kirchenkreis Schlawe in der Kirchenprovinz Pommern der Evangelischen Kirche der Altpreußischen Union.
Ds katholische Kirchspiel war in Rummelsburg i. Pom.

### Kirchspiel seit 1946
Die seit 1945 und Vertreibung der Einheimischen hier lebende polnische Dorfbevölkerung ist größtenteils römisch-katholisch und gehört der Römisch-katholischen Kirche in Polen an.
Hier lebenden evangelische Kirchenglieder werden von der Evangelisch-Augsburgischen Kirche in Polen betreut. Das zuständige Pfarramt ist das der Kreuzkirche in Słupsk (Stolp).

## Trivia
Der Sage nach verlief in älterer Zeit die Grenze zwischen Pommern und Westpreußen einst mitten durch den Abbau Bialenkaten.

## Persönlichkeiten
- Ernst Heinrich Christian Wilhelm von Zitzewitz (1838–1925), königl. preußischer Premier-Lieutenant a. D.,  Erb- und Majoratsherr auf Zezenow, besaß das Gut Gloddow,[20] wurde 1909 durch Kaiser Wilhelm II. in den Grafenstand erhoben